# Wellington Marist
Der Wellington Marist Association Football Club ist ein neuseeländischer Fußballklub mit Sitz in Kilbirnie, einem Vorort von Wellington.

## Geschichte

### Männer
Der Klub wurde ursprünglich im Jahr 1896 gegründet, auch wenn die Fußballmannschaft erst im Jahr 1902 etabliert wurde. Erste Erfolge gelangen in den Jahren 1932 und 1946, in welchem man das Finale des Chatham Cup gewann. Zudem nahm man auch am Finale im Jahr 1945 teil, verlor hier jedoch mit 3:4 nach Verlängerung gegen den Western AFC.
Danach verschwand der Klub erst einmal von der Bildfläche und taucht erst zur Saison 1992 in der Division 3 wieder auf. Hier von gelingt zur darauffolgenden Spielzeit dann auch der Aufstieg in die Division 2. Nach einigen Jahren hier schafft man zur Saison 2000 dann den Aufstieg in die Division 1 und hiervon auch zur Saison 2002 den Sprung in die Capital Premier. Hier hält man sich jedoch nur über den Verlauf dieser Spielzeit und steigt als Vorletzter der Tabelle direkt wieder ab. Danach gelingt es noch ein paar Mal mehr der Sprung in die regionale Premier League zu schaffen. Länger als vier Saisons (von 2010 bis 2013) kann man sich hier aber auch nie halten. Nach der Saison 2016 stieg man dann sogar wieder aus der Division 1 ab.

## Erfolge
- Chatham Cup
  - Gewinner (2): 1932, 1946